# Een moederhart, een gouden hart
Een moederhart, een gouden hart is een single van de Nederlandse zanger Gert Timmerman. De muziek is van Addy Kleijngeld onder het pseudoniem van Albert Schwarzmann en de tekst is van Ger Rensen en Hans Marsa. Zoals bij veel platen van Gert wordt hij begeleid door een koor en orkest onder leiding van de bekende Duitse orkestleider Arno Flor onder de naam van Addy Flor.

## Tracklist

### 7" Single
CNR UH 9911
1. "Een moederhart, een gouden hart"
2. "De stem van mijn hart (Hörst du mein heimliches Rufen")

### Hitnotering
| Een moederhart, een gouden hart | Een moederhart, een gouden hart | Een moederhart, een gouden hart | Een moederhart, een gouden hart | Een moederhart, een gouden hart | Een moederhart, een gouden hart | Een moederhart, een gouden hart |
| Hitlijst                        | Datum van binnenkomst           | Week:                           | 1                               | 2                               | 3                               | Laatste notering                |
| ------------------------------- | ------------------------------- | ------------------------------- | ------------------------------- | ------------------------------- | ------------------------------- | ------------------------------- |
| Tijd voor Teenagers Top 10      | 16-05-1964                      | Positie:                        | 6                               | 6                               | 7                               | 30-05-1964                      |